# Encinitas
Encinitas is een stad in de Verenigde Staten aan de westkust in de staat Californië dicht bij de grens met Mexico. Het ligt in de San Diego County. De plaatsen Leucadia, Cardiff-by-the-Sea en Olivenhain werden in 1986 bij Encinitas gevoegd.
De grootste industrie in de stad is de bloementeelt, vooral Kerstster. Encinitas is bij surfers wereldwijd bekend om zijn golven.

## Demografie
Bij de volkstelling in 2000 werd het aantal inwoners vastgesteld op 58.014.
In 2006 is het aantal inwoners door het United States Census Bureau geschat op 59.260, een stijging van 1246 (2.1%).

## Geografie
Volgens het United States Census Bureau beslaat de plaats een oppervlakte van
52,1 km², waarvan 49,5 km² land en 2,6 km² water. Encinitas ligt op ongeveer 25 m boven zeeniveau.

## Plaatsen in de nabije omgeving
De onderstaande figuur toont nabijgelegen plaatsen in een straal van 16 km rond Encinitas.

## Bekende inwoners
- De Indiase sitarspeler Ravi Shankar woonde de laatste jaren van zijn leven in Encinitas.

## Overleden
- Robert Douglas (1909-1999), Brits-Amerikaans acteur en regisseur
- Leo Smit (Amerikaans componist) (1921-1999), Amerikaans componist, muziekpedagoog, dirigent en pianist
- William McMillan (1929-2000), Amerikaans olympisch schutter
- Allan Kaprow (1927-2006), Amerikaans beeldend kunstenaar
- Patti Page (1927-2013), Amerikaans zangeres